# ليزا فان بيل
ليزا فان بيل (ولدت في 30 يناير 2004) هي متسابقة دراجات هولندية على الطريق والمضمار، تلعب لفريق بروكسيموس-سيكليس للسيدات التابع للاتحاد الدولي للدراجات. وهي أيضًا متسابقة في سباق الدراجات على المضمار، ظهرت لأول مرة في بطولة أوروبا لسباق الدراجات على المضمار في أبلدورن في عام 2024، حيث احتلت المركز الثاني عشر في سباق سكراتش والمركز الخامس في ماديسون مع ماريت رايماكيرز، حيث كانت بديلة للإصابة لمايكي فان دير دوين.
تم اختيارها لدورة الألعاب الأولمبية الصيفية 2024 في باريس في ماديسون مع رايماكيرز.